# Николлет (остров)
Николлет (англ. Nicollet Island) — остров на реке Миссисипи к северу от центральной части Миннеаполиса. Назван в честь картографа Жозефа Николле, исследовавшего верховья Миссисипи в 1830-х годах. На острове расположены католическая школа Деласалль, основанная в 1900 году, гостиница, построенная в 1893 году, а также несколько многоквартирных жилых зданий и двадцать два реставрированных жилых дома викторианской архитектуры на северной оконечности острова.
По данным Бюро переписи населения США, на острове площадью в 194 407 квадратных метров (0,075 квадратных миль) по переписи 2000 года население составляло 144 человека.
С берегом остров соединён мостом Хеннепин-авеню, связывающим центр Миннеаполиса с его северо-восточными пригородами.
На южной оконечности острова находится Колокол двух друзей — подарок города Ибараки. Эта скульптура представляет собой сильно увеличенную полуформу колокола-дотаку, найденного в Японии. Такие колокола датируются периодом Яёй японской истории, примерно 2000 лет назад.

## Галерея

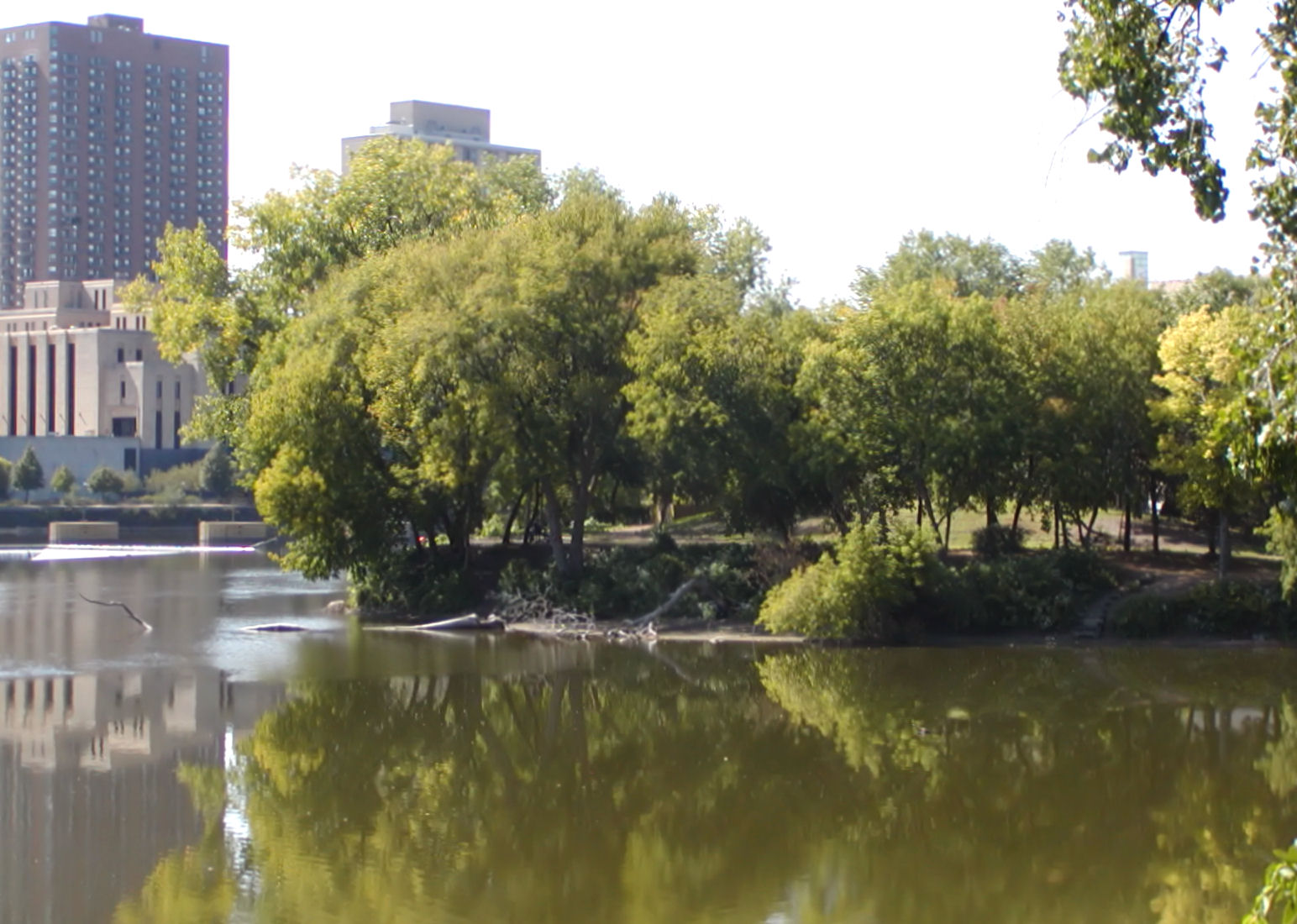
Остров Николлет
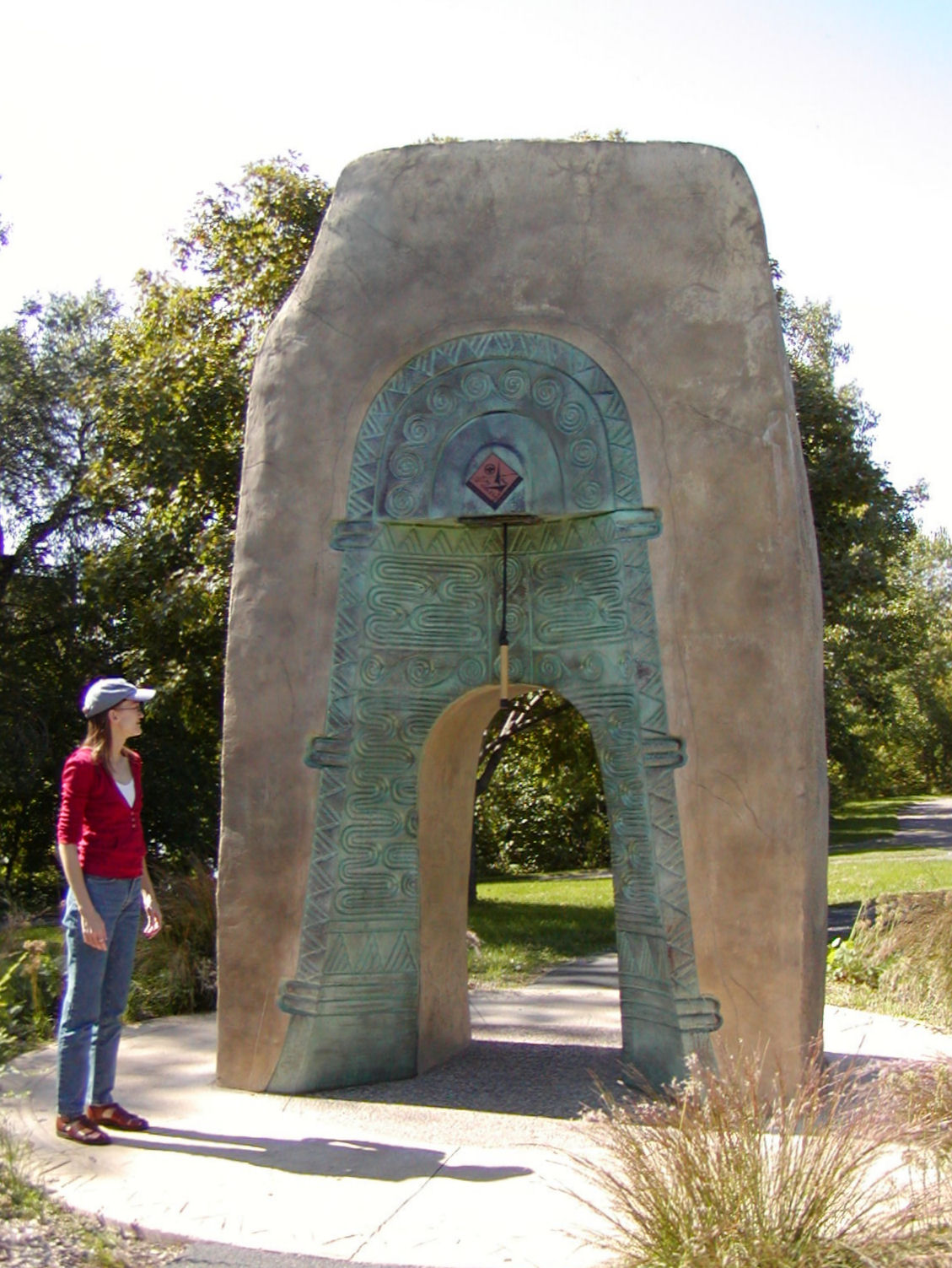
Колокол двух друзей
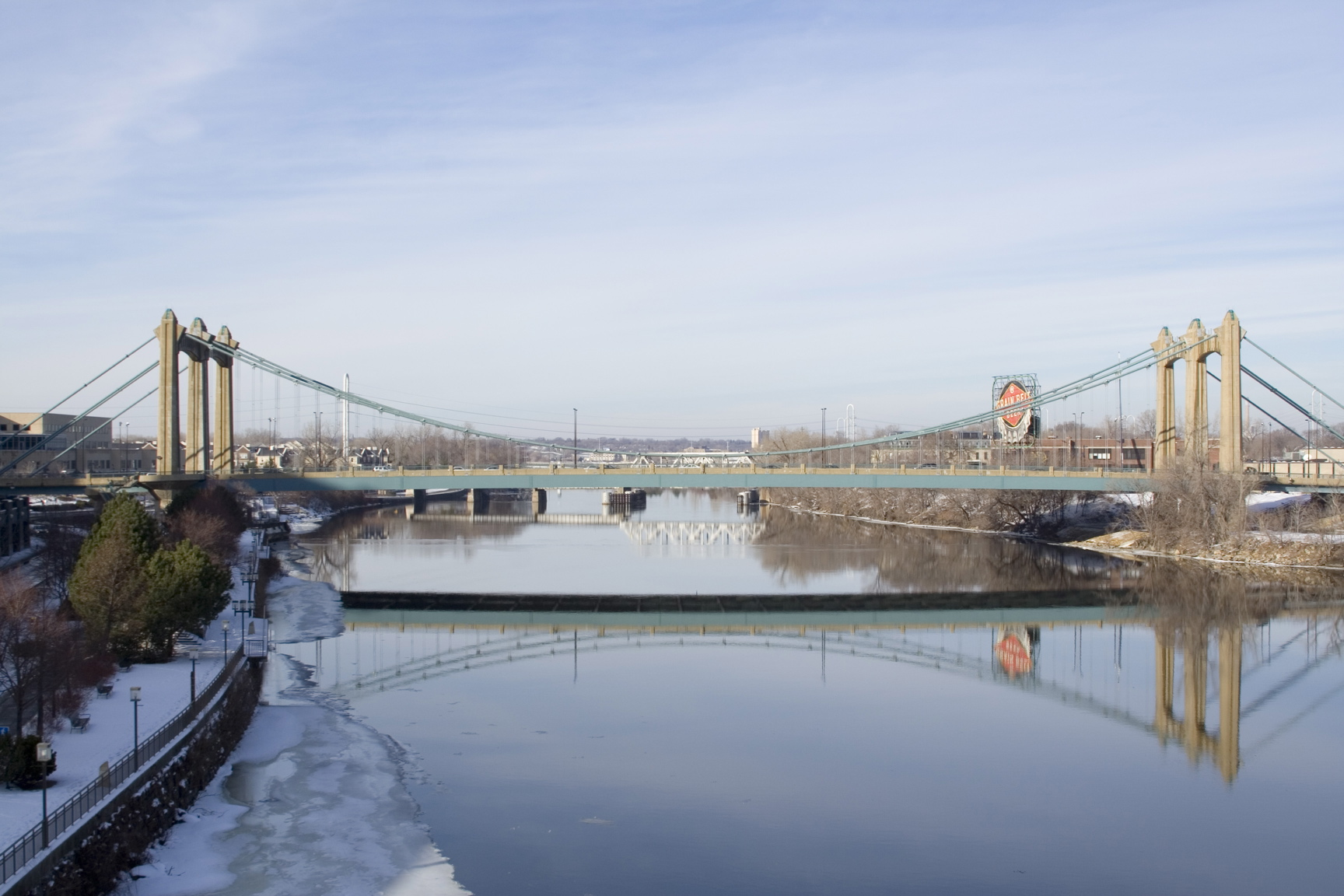
Мост Хеннепин Авеню. Остров Николлет - справа.